# Fabienne Locuty
Fabienne Locuty, née le 6 mars 1968 à Nancy, est une lanceuse de poids française. 

## Biographie
Elle est sacrée championne de France en 1993 et championne de France en salle la même année. Elle est d'abord licenciée à l'ASPTT Nancy, puis à Nancy A.E.C ; elle rejoint ensuite le club vosgien R.E.S.D.A.